# کری پرودو
کری پرودو (انگلیسی: Carrie Perrodo؛ زادهٔ ۱۹۵۰) کارآفرین و سرمایه‌دار اهل هنگ کنگ است، که سهامدار اصلی و مالک شرکت نفتی پرینکو می‌باشد.